# Peromyscus hooperi
Peromyscus hooperi là một loài động vật có vú trong họ Cricetidae, bộ Gặm nhấm. Loài này được Lee & Schmidly mô tả năm 1977.